# Nabonidova kronika
Nabonidova kronika je starodavno babilonsko besedilo, del obširnega niza Babilonskih kronik, napisanih v klinopisu na glinastih  tablicah. 
Besedilo opisuje predvsem vladavino zadnjega novobabilonskega kralja Nabonida in Kirovo osvojitev Babilona in se konča z začetkom vladanja Kirovega sina Kambiza II. Kronika zajema obdobje od leta 556 pr. n. št. do malo po letu 539 pr. n. št. Je redek dokument, ki s prve roke priča o Kirovem vzponu na oblast in glavni vir podatkov iz tistega obdobja.
Zgodovinarka Amélie Kuhrt, strokovnjakinja za zgodovino Bližnjega vzhoda, o njem pravi, da je »najbolj zanesljiv in trezen (antični) dokument o padcu Babilona«.
Za kroniko se domneva, da je prepis, napisan v selevkidskem obdobju (4.-1. stoletje pr. n. št.). Izvirnik je bil napisan verjetno v poznem 6. ali zgodnjem 5. stoletju pr. n. št. Podobnosti  s kroniko od Nabonazarja do  Šamaš-šum-ukina, še eno iz niza babilonskih kronik, kažejo, da je obe morda  napisal isti pisar. Če je to res, sta kroniki iz obdobja vladavine Dareja I. Perzijskega (okoli  549–486 pr. n. št.).

## Opis tablice
Nabonidova kronika je ohranjena na samo eni glinasti tablici, ki jo hrani Britanski muzej v Londonu. Tako kot druge babilonske kronike je napisana po sistemu leto-za-letom in opisuje  ključne dogodke v tistem letu, na primer nasledstva in smrti vladarjev ter velike vojaške  in verske dogodke. Iz tega sledi, da je slog poročanja standarden in omejen na dogodke, pomembne za Babilonijo.  V kroniki je zato malo podatkov, ki bi bili pomembni za zgodovino širše regije.
Tablica je dokaj velika, 140 mm široka in 140 mm dolga. Spodnja stran je močno poškodovana, večji del leve strani pa manjka. Besedilo je napisano v dveh kolonah  na vsaki strani in je prvotno imelo 300-400 vrstic. Zapis, kar ga je ostalo, je zelo poškodovan, tako da je čitljivih samo nekaj več kot 75 vrstic. Na manjkajočem delu je večina prve in četrte kolone, spodnji del druge in gornji del tretje kolone. Na spodnji strani tablice je bil morda kolofon, ki skoraj v celoti manjka.  Besedilo na napisano po visokih standardih, prepis pa je nedvomno nepopoln in s številnimi  očitnimi  napakami prepisovalca.
Tablico je Britanski muzej kupil leta 1879 od trgovca s starinami Spartali & Co. Kje je bila najdena, ni znano, vendar se domneva, da v ruševinah Babilona. Mogoče je, da je bila del uradne zbirke letopisov ahemenidskih guvernerjev Babilonije.  Besedilo, zdaj znano kot Nabonidova kronika, je prvi natisnil Sir Henry Rawlinson v  časopisu  Athenaeum 14. februarja 1880. Prvi angleški prevod je bil objavljen dve leti kasneje. Kasneje je besedilo prevedlo tudi več drugih strokovnjakov, med katerimi so najvidnejši Sidney Smith, A. Leo Oppenheim, Albert Kirk Grayson, Jean-Jacques Glassner in Amélie Kuhrt.

## Besedilo
Besedilo kronike se začenja verjetno z Nabonidovim prihodom na oblast leta 556 pr. n. št., čeprav je del besedila slabo ohranjen in nečitljiv. Omenja njegove pohode proti mestu Hume in neimenovanim krajem na »zahodu«, morda v Arabiji. V šestem letu vladavine je dokumentirano Kirovo plenjenje Astjagove prestolnice  Ekbatane. Kronika se nadaljuje z opisom več Nabonidovih odhodov v prostovoljno izgnanstvo v arabsko oazo Tema. Oaza je s hebrejskim imenom Teiman omenjena v Kumranskih rokopisih v odlomku 4Q242, ki je znan kot Nebonidovo pričanje in datiran v leto  150 pr. n. št. Kralj je v Arabiji preživel deset let in prepustil upravljanje Babilonije svojemu sinu Bel-shar-usurju, ki je v Danielovi knjigi Stare zaveze omenjen kot Belšacar.        
 Za naslednjih osem let ni nobenega vpisa, ker se po pisarjevem mnenju v tem času ni zgodilo nič omembe vrednega. V devetem letu Nabonidovega vladanja  je omenjen Kirov pohod, morda njegov napad na Lidijo in osvojitev njene prestolnice Sarde.
Večina ostalega dela besedila je razdrobljena. Omemba spopadov in Perzije morda spada v vnos za  šestnajsto leto. Dolg ohranjen odlomek govori o sedemnajstem in zadnjem letu Nabonidove vladavine, v katerem je Kir napadel in podjarmil Babilonijo. Omenjeno je praznovanje Akitu, kar kaže, da se je Nabonid vrnil v Babilon. Kronika ne navaja vzrokov za Kirov napad, omenja pa, da so v Babilon prišli bogovi iz različnih mest, kar se morda nanaša na umik kultnih kipov pred prodirajočimi Perzijci. Nabonid se je verjetno bal, da bodo Perzijci zasegli božanske idole. Zgoščeno je opisana bitka pri Opisu, v kateri so Perzijci prepričljivo  premagali Nabonidovo vojsko, pobili umikajoče se Babilonce in na veliko plenili. Perzijska vojska je nato brez odpora zasedla mesti Sipar in Babilon. Kira so meščani sprejeli  veseljem. Imenoval je nove guvernerje  in v domača mesta vrnil kipe bogov, ki so jih pred tem pripeljali v Babilon.  Čitljiv del besedila  se konča z dolgoveznim opisom žalovanja za pokojno kraljevo ženo. Domneva se, da so objokovali Kirovo ženo, ker Nabonid takrat ni bil več kralj. Omenjen je tudi Kirov sin Kambiz. V preostalem delu tablice je čitljivih samo nekaj besed.

## Analiza
Nabonidovo kroniko so napisali verjetno svečeniki najvišjega babilonskega boga Marduka. Opisana  je kot »izdelek Kirove propagande« ali morda »propagande Mardukovih svečenikov, da bi omalovaževali Nabonida«. Julye Bidmead pripisuje sovraštvo duhovnikov neuspešnim Nabonidovim poskusom, da bi uvedel čaščenje boginje Lune Sin. Še posebej, ker kronika večkrat poudarja, da praznovanja Akitu  ni bilo mogoče izvesti zaradi Nabonidove odsotnosti. Trditev je sporna, ker bi na praznovanju  namesto Nabonida  lahko bil kdo drug. Na kroniko se gleda kot na zapis v nizu Perzijcem naklonjenih dokumentov, med katere spadata tudi Kirov valj in Kirov panegirik, ki napada Nabonida zaradi njegove domnevne brezbožnosti, ki je v popolnem nasprotju s Kirovo in Kambizovo pobožnostjo. 